# Eladio Vázquez Ferro
Eladio Vázquez Ferro foi um jornalista galego.

## Trajetória
Emigrou para Cuba. Directivo da Assembleia de representantes do Centro Galego de Havana, foi secretário do partido Afirmação Gallega (1937). Foi colaborador da revista Chic. Em 1936 fundou, com a colaboração de Adolfo Víctor Calveiro, Cultura Gallega, da que foi subdiretor e onde publicou artigos, relatos e poemas. Depois dirigiu Lar (1940-1941), órgão político de Afirmação e Defesa, simpatizantes do franquismo. Colaborou em La Vida Gallega en Cuba (1951). Marchou depois a Miami. Foi correspondente da Real Academia Galega.

## Fonte
- Biografía en Cultura Gallega